# Dvärgkoel
Dvärgkoel (Microdynamis parva) är en fågel i familjen gökar inom ordningen gökfåglar.

## Utseende och läte
Dvärgkoeln är en medelstor gök med brun kropp, tjock näbb och en vit strimma under det röda ögat. Hanen har även en tydlig svart hjässa och en svart strimma i ansiktet. Arten liknar långnäbbad glansgök, men har kortare och tjockare näbb samt den vita ansiktsstrimman. Den skiljer sig även från hona australisk koel genom mindre storlek och enhetligt brun rygg. Lätet består av en serie stigande enkla eller dubblerade visslingar.

## Utbredning och systematik
Fågeln placeras som enda art i släktet Microdynamis. Den delas in i två underarter:
- Microdynamis parva grisescens – förekommer på norra Nya Guinea (Humboldtbukten till floden Kumusi)
- Microdynamis parva parva – förekommer lokalt på de södra delarna av Nya Guinea och D'Entrecasteaux-öarna

## Levnadssätt
Dvärgkoeln hittas i skogar i låglänta områden och lägre bergstrakter. Där lever den av frukt i trädkronorna.

## Status och hot
Arten har ett stort utbredningsområde, men tros minska i antal, dock inte tillräckligt kraftigt för att den ska betraktas som hotad. Internationella naturvårdsunionen IUCN listar arten som livskraftig (LC).